# هابارد (آیووا)
هابارد (به انگلیسی: Hubbard) شهری در ایالت آیووا کشور ایالات متحده آمریکا است که جمعیت آن در سرشماری سال ۲۰۱۰ میلادی، ۸۴۵ نفر بوده‌است.